# Mahishasura
Mahishasura (em sânscrito:  महिषासुर, Mahiṣāsura) é um bovino asura no Hinduísmo. É retratado na literatura hindu como um demónio enganador que seguiu os seus maus caminhos mudando de forma. O seu pai, Rambha, foi o rei dos asuras, e ele se apaixonou por um búfalo-asiático (a princesa Shyamala, que foi amaldiçoada); Mahishasura nasceu dessa união. Mahishasura era filho do asura Rambha e de uma búfala chamada Mahisi. Foi finalmente morto pela deusa Durga com a sua trishula (tridente), tendo assim ganho o epíteto Mahishasuramardini ("Matador de Mahishasura"). Mahishasura teve um filho chamado Gajasura.
O festival Navaratri ("Nove Noites") faz apologia a esta batalha entre Mahishasura e Durga, que culmina com a celebração Vijayadashami, uma celebração da sua derrota final. Esta história do "triunfo do bem sobre o mal" carrega um simbolismo profundo no Hinduísmo, particularmente no Shaktismo, e é tanto narrada como reencenada pelo Devi Mahatmya em muitos países do Sul e Sudeste Asiático.